# Bruce Twamley
Bruce Richardson Twamley (Victoria; 23 de mayo de 1952) es un exfutbolista canadiense. Fue entrenador de la selección canadiense sub-23 e interino de la selección mayor en 1998.

## Trayectoria
Comenzó su carrera profesional con Vancouver Spartans en 1971, luego fue fichado con el Ipswich Town de Inglaterra, pero después de solo dos apariciones en tres temporadas, regresó a Canadá y jugó para Vancouver Whitecaps de la North American Soccer League (NASL) durante 1975. En 1977, jugó brevemente para el New York Cosmos y en esa campaña, fue campeón de la NASL 1977.
Posteriormente fue cambiado a Minnesota Kicks en 1978, pero fue vendido a mitad de temporada al Oakland Stompers, club que se mundó a Edmonton en Canadá y se transformó en Edmonton Drillers, donde se retiró en 1979.

## Selección nacional
Su primer encuentro fue el 20 de agosto de 1972, en las eliminatorias hacia la Copa Mundial de Alemania 1974, anotando su único gol en el juego ante los Estados Unidos que culminó con una victoria de 3-2.

### Participaciones en Campeonatos Concacaf
| Copa                                       | Sede   | Resultado    | Part. | Goles |
| ------------------------------------------ | ------ | ------------ | ----- | ----- |
| Campeonato de Naciones de la Concacaf 1977 | México | Cuarto lugar | 1     | 0     |

## Clubes
| Club                | País           | Año       |
| ------------------- | -------------- | --------- |
| Vancouver Spartans  | Canadá         | 1971-1972 |
| Ipswich Town        | Inglaterra     | 1972-1975 |
| Vancouver Whitecaps | Canadá         | 1975      |
| New York Cosmos     | Estados Unidos | 1976-1977 |
| Minnesota Kicks     | Estados Unidos | 1977-1978 |
| Oakland Stompers    | Estados Unidos | 1978      |
| Edmonton Drillers   | Canadá         | 1979      |

## Palmarés

### Títulos nacionales
| Título                       | Equipo          | País           | Año  |
| ---------------------------- | --------------- | -------------- | ---- |
| North American Soccer League | New York Cosmos | Estados Unidos | 1977 |